# Konstal 14N
Konstal 14N – typ prototypowego wagonu tramwajowego, wyprodukowanego w 1963 r. oraz w 1967 r. w zakładach Konstal w Chorzowie. Ogółem powstały trzy egzemplarze (dwa wagony silnikowe i jeden doczepny). W założeniu tramwaje 14N miały być uproszczoną konstrukcyjnie wersją stworzonego dla Warszawy tramwaju Konstal 13N, opracowaną na potrzeby pozostałych polskich miast z transportem tramwajowym. Z powodu awaryjności prototypów nie rozpoczęto produkcji seryjnej.

## Konstrukcja
Konstal 14N był jednoczłonowym, jednokierunkowym tramwajem silnikowym. Pod względem mechanicznym jest identyczny ze swoim poprzednikiem, tramwajem 13N. Nadwozie oparte było na dwóch dwuosiowych wózkach napędowych; każdą oś napędzał jeden silnik prądu stałego. Z prawej strony nadwozia umieszczono troje czteroczęściowych drzwi harmonijkowych. Motorniczy kierował tramwajem za pomocą nastawnika jazdy w formie kierownicy. Energia elektryczna pobierana była z sieci trakcyjnej poprzez pantograf nożycowy. W porównaniu z tramwajami 13N zmieniono sposób rozruchu silników na bezpośredni. Prąd zatem był sterowany bezpośrednio za pomocą nastawnika (jak w wagonach typu N), zamiast styczników.
Prototypowe wagony silnikowe odróżniały się kilkoma rozwiązaniami konstrukcyjnymi. Pierwszy prototyp z 1963 r. nie mógł być eksploatowany w składzie z innym tramwajem, podczas gdy drugi prototyp z 1967 r. wyposażono już w gniazda sterowania wielokrotnego. Ponadto w 1967 r. powstał prototyp wagonu doczepnego biernego o oznaczeniu 14ND. W porównaniu z wagonami silnikowymi doczepa 14ND pozbawiona była kabiny motorniczego i pantografu, a także nie posiadała napędu (silników). Natomiast jej ściana przednia była identyczna z tylną.

## Dostawy
| Państwo        | Miasto                 | Typ            | Lata dostaw    | Liczba | Numery taborowe | Uwagi                                             |       |
| -------------- | ---------------------- | -------------- | -------------- | ------ | --------------- | ------------------------------------------------- | ----- |
| Polska         | konurbacja górnośląska | 14N            | 1963, 1967     | 2      | 129, 140        | prototypy, po 1969 r. nr 140 przebudowano na 13NS | [ 3 ] |
| Polska         | konurbacja górnośląska | 14ND           | 1967           | 1      | 141             | prototyp, po 1969 r. przebudowana na 13NSD        | [ 3 ] |
| Łączna liczba: | Łączna liczba:         | Łączna liczba: | Łączna liczba: | 3      |                 |                                                   |       |

Pierwszy prototyp 14N dostarczono do konurbacji górnośląskiej, gdzie kursował z numerem taborowym 129. Został wycofany z eksploatacji w 1971 r. lub w 1975 r. i zezłomowany. Drugi prototyp wraz z doczepą bierną także dostarczono do konurbacji górnośląskiej. Silnikowy 14N otrzymał numer taborowy 140, natomiast doczepa 14ND numer 141. Z uwagi na wysoką awaryjność prototypowego składu (problemy z hamulcami w doczepie, niewielka wytrzymałość nastawnika jazdy i silników na udar prądowy podczas rozruchu) obydwa wagony przebudowano na typ 13NS oraz 13NSD poprzez montaż stycznikowego układu rozruchu. Ich eksploatacja została zakończona w 1985 r.